# Cucumis hystrix
Cucumis hystrix là một loài thực vật có hoa trong họ Cucurbitaceae. Loài này được Chakrav. mô tả khoa học đầu tiên năm 1952.